# Nouvelle-Aquitaine Future Series 2024
Die Nouvelle-Aquitaine Future Series 2024 im Badminton fand vom 4. bis zum 7. Juli 2024 in Pessac statt. Es war die dritte Auflage der Turnierserie.

## Medaillengewinner
| Veranstaltung | Gold                           | Silber                     | Bronze                       |
| ------------- | ------------------------------ | -------------------------- | ---------------------------- |
| Herreneinzel  | Cholan Kayan                   | Yohan Barbieri             | Simon Baron-Vezilier         |
| Herreneinzel  | Cholan Kayan                   | Yohan Barbieri             | Sacha Leveque                |
| Dameneinzel   | Petra Maixnerová               | Sophia Noble               | Floriane Nurit               |
| Dameneinzel   | Petra Maixnerová               | Sophia Noble               | Freya Redfearn               |
| Herrendoppel  | Aymeric Tores Dyon van Wijlick | Oliver Butler Samuel Jones | Marwen Debeche Louka Le Coq  |
| Herrendoppel  | Aymeric Tores Dyon van Wijlick | Oliver Butler Samuel Jones | Louis Ducrot Quentin Ronget  |
| Damendoppel   | Meerte Loos Kelly van Buiten   | Chloe Dennis Natasha Lado  | Clemence Gaudreau Stella Pan |
| Damendoppel   | Meerte Loos Kelly van Buiten   | Chloe Dennis Natasha Lado  | Carla Martinez Anouk Nambot  |
| Mixed         | Aymeric Tores Lilou Schaffner  | Timo Stoffelen Meerte Loos | Louis Ducrot Anouk Nambot    |
| Mixed         | Aymeric Tores Lilou Schaffner  | Timo Stoffelen Meerte Loos | Harry Goode Natasha Lado     |